# Бородач виргинский
Борода́ч вирги́нский (лат. Andropogon virginicus) — вид цветковых растений рода Бородачевник (Andropogon) семейства Злаки (Poaceae).

## Ботаническое описание

### Вегетативные органы
Многолетнее травянистое растение. Период роста начинается, когда среднесуточная температура достигает около 16 °C. Стебли тонкие, прямостоячие, до 1,2 м высотой. Верхняя часть стебля почти цилиндрическая, в то время как нижняя — чуть приплюснутая.
Листовые влагалища плоские, опушённые. Лигула плёнчатая, хорошо развита. Листовая пластинка достигает 0,7—1,25 см в ширину и до 24 см в длину, её поверхность шершавая.

### Генеративные органы
Соцветие — метёлка, состоящая из 2—4 кистей около 2,5 см длиной, в свою очередь, состоящих из колосков. Базальные ветви каждой кисти окружены вздутой жёлто-коричневой обёрткой, длина которой примерно равна длине колоска. Нижняя цветковая чешуя сидячего колоска имеет прямую ость длиной около 13 мм. У колосков, сидящих на цветоножках, ость отсутствует.
Созревание семян занимает от 6 недель до 2 месяцев.

## Распространение
Бородач виргинский родом с юго-востока США, северная граница его ареала — Великие озёра. Кроме того, он был интродуцирован в Калифорнии и на Гавайях, где стал сорняком, а также в Австралии и Японии.

## Экология

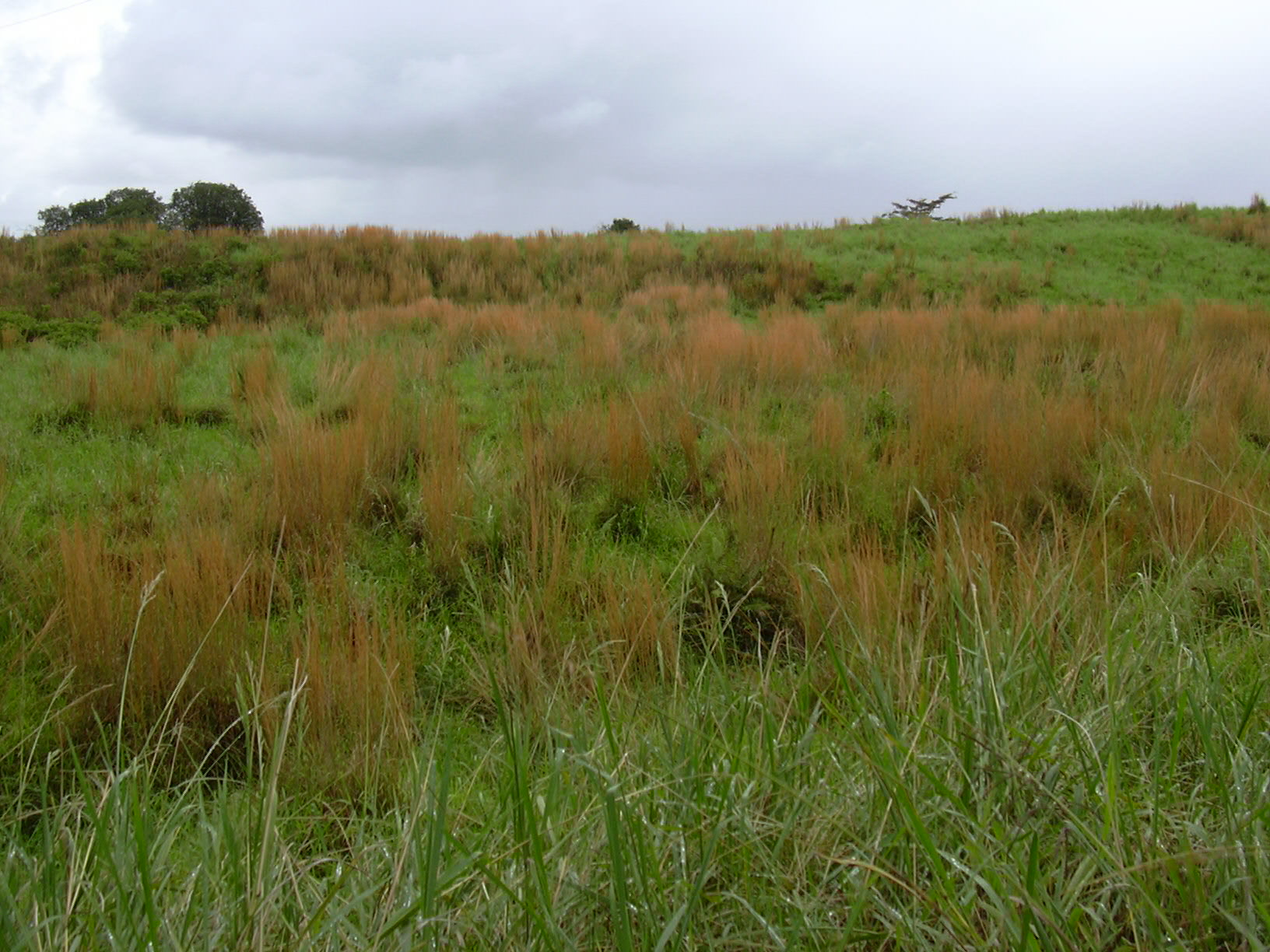
Заросли бородача виргинского

Для диких животных бородач виргинский является важным источником пищи. Многие виды млекопитающих поедают его зелёную массу, а зимой — семена, когда другие источники питания отсутствуют. Зубчатоклювые куропатки (Odontophoridae), особенно виргинская американская куропатка (Colinus virginianus), зависят от этого растения, поскольку его заросли служат местом их гнездования.

## Хозяйственное значение и применение
Молодые побеги бородача виргинского едят коровы, более старые части растения животными не поедаются и содержат очень мало питательных веществ. Растение не требует удобрения и предпочитает размножаться, когда пастбище выбито скотом. Вот почему это растение может становиться инвазионным или сорным и может быть уничтожено только путём вспашки или сжигания. Кроме того, бородач виргинский подавляет рост других растений путём аллелопатии: из его отмерших тканей, например, разлагающихся листьев, высвобождаются химические вещества — гербициды. Болезни и другие проблемы у этого вида неизвестны.
В декоративном садоводстве бородач виргинский применяется из-за своей привлекательной оранжевой окраски, сохраняющейся до зимы. Кроме того, он предотвращает эрозию почвы, особенно когда растёт на бедной почве, где нет других растений.

## Синонимика
- Anatherum virginicum Spreng.
- Anatherum virginicum (L.) Desv.
- Andropogon capillipes Nash
- Andropogon curtisianus Steud.
- Andropogon dissitiflorus Michx., nom. illeg.
- Andropogon eriophorus Scheele, nom. illeg.
- Andropogon glaucescens Schltdl. ex Hack., nom. inval.
- Andropogon glaucus Muhl., nom. illeg.
- Andropogon louisianae Steud.
- Andropogon macrourus var. viridis Vasey
- Andropogon pauciflorus Salzm. ex Steud., nom. inval.
- Andropogon tetrastachyus Elliott
- Andropogon vaginatus Elliott
- Andropogon virginicus var. dealbatus Hack.
- Andropogon virginicus var. decipiens C.S.Campb.
- Andropogon virginicus var. glaucus Hack.
- Andropogon virginicus var. tetrastachyus (Elliott) Hack.
- Andropogon virginicus var. vaginatus (Elliott) Alph.Wood
- Andropogon virginicus f. virginicus
- Cinna lateralis Walter
- Cymbopogon glaucus Schult.
- Dimeiostemon tetrastachys (Elliott) Raf., nom. inval.
- Dimeiostemon tetrastachys Raf. ex B.D.Jacks.
- Dimeiostemon vaginatus (Elliott) Raf., nom. inval.
- Dimeiostemon vaginatus Raf. ex B.D.Jacks.
- Holcus virginicus (L.) Steud., nom. inval.
- Sorghum virginicum (L.) Kuntze[4]